# Јохан Готфрид фон Хердер
Јохан Готфрид фон Хердер (Моронг, 25. август 1744 — Вајмар, 18. децембар 1803) био је немачки песник и филозоф којег често називају оцем културног национализма. Хердер је као наставник и лутерански свештеник путовао по Европи пре него што се 1776. настанио у Вајмару као врховни свештеник великог војводства. Иако је у младости био под утицајем мислилаца попут Канта, Русоа и Монтескјеа касније је постао највећи интелектуални противник просветитељства и доста је утицао на развој романтизма у Немачкој. Тиме што је наглашавао нацију као органску групу чија су обележја посебан језик, култура и дух, Хердер је допринео како настанку историје културе тако и посебног облика национализма који истиче урођеност вредности националне културе.

## Биографија
Хердер је одрастао у сиромашном домаћинству, образујући се из очеве Библије и песмарице . Године 1762, као младић од 17 година, уписао се на Универзитет у Кенигсбергу, око 100 km северно од Мохрунгена, где је постао ученик Имануела Канта. У исто време, Хердер је постао интелектуални штићеник Јохана Георга Хамана, кенигнсбершког филозофа који је оспорио тврдње о чистом секуларном разуму. Хаманов утицај навео је Хердера да призна својој жени касније у животу да „имам премало разума и превише идиосинкразије“, ипак Хердер може с правом тврдити да је основао нову школу немачке политичке мисли. Иако и сам недруштвена особа, Хердер је у великој мери утицао на своје савременике. Један пријатељ му је писао 1785. године, поздрављајући његова дела као „надахнута од Бога“.
Године 1764. је већ био део клера и отишао је у град Ригу да предаје. У том периоду написао је своја прва велика дела, књижевне критике. Године 1769. Хердер је отпутовао бродом у француску луку Нант и наставио пут до Париза. То је резултирало и приказом његових путовања, као и променом његовог сопственог самопоимања као аутора. До 1770. Хердер је отишао у Стразбур, где је упознао младог Гетеа. Овај догађај се показао као кључна тачка у историји немачке књижевности, јер је Гете био инспирисан Хердеровом књижевном критиком да развије сопствени стил. Ово се може посматрати као почетак покрета Штурм унд дрангг. Године 1771. Хердер је преузео позицију главног пастора и дворског проповедника у Бикебургу под Виљемом, грофом од Шаумбург-Липе.
Средином 1770-их, Гете је био познати писац и користио је свој утицај на двору у Вајмару да обезбеди Хердеру позицију генералног надзорника. Хердер се преселио тамо 1776. године, где се његов уметнички стил поново померио ка класицизму.
Хердер се 2. маја 1773. оженио Каролин Хердер (1750–1809) у Дармштату. Имао је шест синова и кћи.
Пред крај своје каријере, Хердер је подржао Француску револуцију, што му је донело непријатељство многих његових колега. Истовремено, он и Гете су доживели лични разлаз. Његови непопуларни напади на кантовску филозофију били су још један разлог за његову изолацију у каснијим годинама.
Године 1802. Хердера је проглашен за племића и стекао је право да свом презимену дода префикс „фон“. Умро је у Вајмару 1803. у 59. години.

## Ставови
Године 1772, Хердер је објавио Treatise on the Origin of Language и отишао даље у овој промоцији језика од своје раније наредбе да „избацује ружну слуз Сене . Говори немачки, о ти немачки“. Хердер је сада успоставио темеље компаративне филологије у оквиру нових токова политичког погледа.
Током овог периода, наставио је да разрађује сопствену јединствену теорију естетике у делима као што су горе наведена, док је Гете произвео дела попут Јади младог Вертера – рођен је покрет Штурм унд дранг.
Хердер је написао важан есеј о Шекспиру и Auszug aus einem Briefwechsel über Ossian und die Lieder alter Völker (Извод из преписке о Осијану и песмама старих народа) објављен 1773. у манифесту заједно са прилозима Гетеа и Јустуса Месера. Хердер је написао да је „Песник творац нације око себе, он им даје свет да виде и има њихову душу у својој руци да их води у тај свет“. За њега је таква поезија имала највећу чистоћу и моћ у народима пре него што су постали цивилизовани, као што је приказано у Старом завету, Еди и Хомеру, а он је покушао да пронађе такве врлине у древним немачким народним песмама и нордијској поезији и митологији. Хердер је – најизраженији након превода Георга Форстера из 1791. санскритске драме Шакунтала – био под утицајем религиозних слика хиндуизма и индијске књижевности, које је видео у позитивном светлу, написавши неколико есеја на ту тему и предговор издању из 1803. Шакунтала.
Након путовања у Украјину, Хердер је у свом дневнику (Journal meiner Reise im Jahre 1769) написао предвиђање да ће словенски народи једног дана бити права сила у Европи, пошто ће западни Европљани одбацити хришћанство и иструнути, док ће источноевропски народи да би се држали своје вере и свог идеализма и да би на тај начин постали моћ у Европи. Тачније, хвалио је украјинско „прелепо небо, раздрагани темперамент, музички таленат, богато тло, итд. [...] ће једног дана тамо пробудити културну нацију чији ће се утицај проширити [...] широм света“. Једно од његових предвиђања било је да ће мађарска нација нестати и да ће бити асимилована од околних словенских народа; ово пророчанство изазвало је велику пометњу у Мађарској и до данас се нашироко цитира.
Неки историчари науке су Хердера описали као протоеволуционог мислиоца, иако су то други оспорили. Што се тиче историје живота на земљи, Хердер је предложио натуралистичке и метафизичке (религиозне) идеје које је тешко разликовати и протумачити. Био је познат по томе што је предложио концепт великог ланца постојања. У својој књизи Од Грка до Дарвина, Хенри Ферфилд Озборн је написао да „уопштено гледано подржава доктрину трансформације нижих и виших облика живота, непрекидног преображаја од нижих ка вишим типовима и закона о Савршеност." Међутим, биограф Вулф Кепке се није сложио са овом трврдњом, напомињући да је „биолошка еволуција од животиња до људске врсте била изван његовог размишљања, на које је још увек утицала идеја божанског стварања“.

## Дела
- Song to Cyrus, the Grandson of Astyages (1762)
- Essay on Being, (1763–64)[15]
- On Diligence in Several Learned Languages (1764)
- Treatise on the Ode (1764)[16]
- How Philosophy can become more Universal and Useful for the Benefit of the People (1765)[17]
- Fragments on Recent German Literature (1767–68)[18]
- On Thomas Abbt's Writings (1768)
- Critical Forests, or Reflections on the Science and Art of the Beautiful (1769–)
- . Gott – einige Gespräche über location=Gotha |publisher=Karl Wilhelm Ettinger |Spinoza's System nebst Shaftesbury's Naturhymnus. 1787.
- Journal of my Voyage in the Year 1769 (првобитно објављен 1846)
- Treatise on the Origin of Language (1772)[19]
- Selection from correspondence on Ossian and the songs of ancient peoples (1773)
- Of German Character and Art (са Гетеом, манифесто покрета Sturm und Drang) (1773)
- This Too a Philosophy of History for the Formation of Humanity (1774)[17]
- Oldest Document of the Human Race (1774–76)
- "Essay on Ulrich von Hutten" ["Nachricht von Ulrich von Hutten"] (1776)[20]
- On the Resemblance of Medieval English and German Poetry (1777)
- Sculpture: Some Observations on Shape and Form from Pygmalion's Creative Dream (1778)
- On the Cognition and Sensation of the Human Soul (1778)
- On the Effect of Poetic Art on the Ethics of Peoples in Ancient and Modern Times (1778)
- Folk Songs (1778–79; second ed. of 1807 titled The Voices of Peoples in Songs)
- On the Influence of the Government on the Sciences and the Sciences on the Government (Dissertation on the Reciprocal Influence of Government and the Sciences) (1780)
- Letters Concerning the Study of Theology (1780–81)
- On the Influence of the Beautiful in the Higher Sciences (1781)
- On the Spirit of Hebrew Poetry. An Instruction for Lovers of the Same and the Oldest History of the Human Spirit (1782–83).
- God. Some Conversations (1787)
- Oriental Dialogues 1787.
- Ideas on the Philosophy of the History of Mankind . (1784–91)
- Scattered Leaves (1785–97)
- Letters for the Advancement of Humanity (1791–97 или 1793–97?)
- Thoughts on Some Brahmins (1792)[21]
- Zerstreute Blätter (1792)[21]
- Christian Writings (5 томова) (1794–98)
- Terpsichore (1795–96) превод и коментар на дело латинског песника Jakob Balde.
- On the Son of God and Saviour of the World, according to the Gospel of John (1797)
- Persepolisian Letters (1798). фрагменти о персијској архитектури, уметности и науци
- Luther's Catechism, with a catechetical instruction for the use of schools (1798)
- Understanding and Experience. A Metacritique of the Critique of Pure Reason. Part I. (Part II, Reason and Language.) (1799)
- Calligone (1800)
- Adrastea: Events and Characters of the 18th Century (6 томова) (1801–03)[22][23]
- The Cid (1805; слободан превод шпанског епа Cantar de Mio Cid)